# Hyposmie
Hyposmie ist eine Riechstörung, die den unvollständigen Verlust des Geruchssinns bezeichnet. Von den Patienten wird die Hyposmie meistens als Geschmacksstörung wahrgenommen, da große Teile unseres Geschmackserlebens über den Geruchssinn erfolgen.
Der völlige Verlust des Geruchssinnes wird als Anosmie bezeichnet.

## Ursachen
Häufig tritt die Hyposmie nach Virusinfektionen auf, die zu einer Entzündung im Bereich der Nasenschleimhaut führen (hypertrophe Rhinitis).
Mögliche weitere Ursachen einer Hyposmie sind:
- Einnahme von Antihistaminen, Antidepressiva oder ACE-Hemmern
- Einatmen von Chlor oder Benzol oder langjähriger Kontakt mit Holz- oder Metallstaub oder Rauch.
- Zinkmangel
- Zuckerkrankheit (Diabetes mellitus) und der Morbus Parkinson.
- Als Symptom des Empty Nose Syndrome
- Nach Verletzungen im Bereich des Gesichts
- Auch bei der Alzheimer-Krankheit und beim Kallmann-Syndrom kann eine Hyposmie vorliegen.
- Septumdeviationen

## Ratschläge für Patienten mit Hyposmie
- In der Wohnung Feuer- und Rauchmelder, ggf. Gasmelder installieren.
- Auf persönliche Hygiene und Sauberkeit in der Wohnung achten.
- Lebensmittel sachgerecht lagern und nach Verfallsdatum sowie Aussehen kontrollieren.
- Bewusste zucker- und salzarme Ernährung (cave Hypertonie, Übergewicht). Speisen stattdessen mit scharfen Gewürzen, Aromen und/oder Glutamat versetzen.
- Vermeidung von Nikotin- und Alkoholabusus sowie Schnupftabak.
- Die Anwendung von Parfum und anderen Duftstoffen mit einer riechenden Person üben.[2]